# Dundas (Ontario)
Pour les articles homonymes, voir Dundas.
Dundas est un quartier de Hamilton, en Ontario, au Canada.
De 1848 à 2001, Dundas était une ville. Le 1er janvier 2001, l'ancienne municipalité régionale de Hamilton-Wentworth, qui a contenu Dundas et quelques autres villes (par exemple Ancaster), a été formellement amalgamée dans la ville de Hamilton.

## Histoire
La ville a été incorporée en 1848. Elle a été appelée ainsi par John Graves Simcoe, Lieutenant-gouverneur du Haut-Canada, en référence à son ami Henry Dundas, 1er vicomte Melville, un avocat et politicien écossais qui n'a jamais visité l'Amérique du Nord.

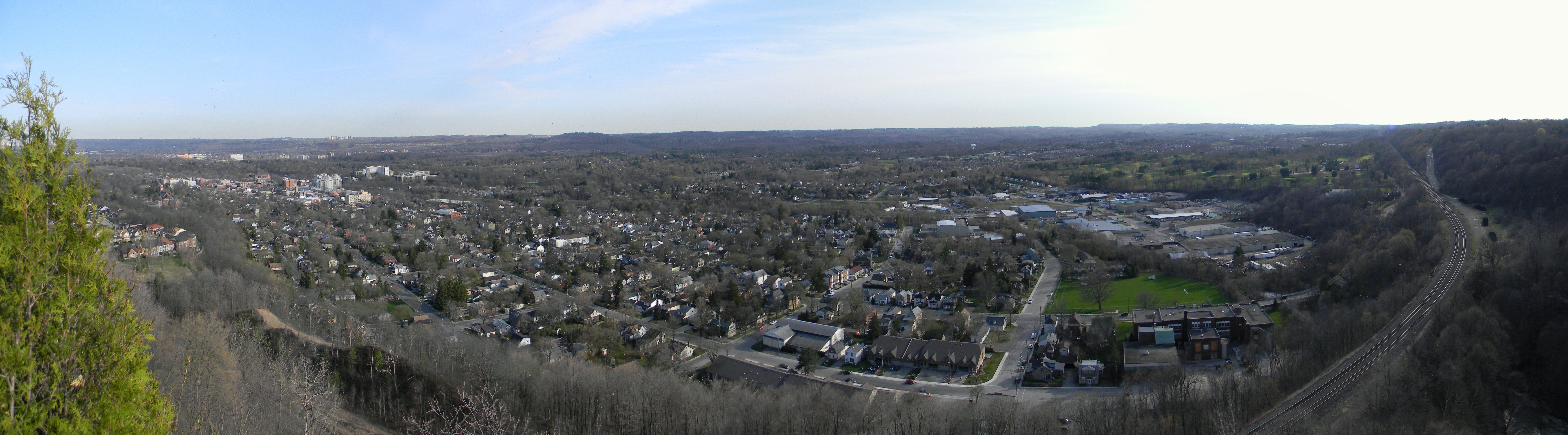
Panorama de Dundas.